# Vanuatu Football Federation
Der Vanuatu Football Federation (VFF) ist der Fußballverband des Inselstaates Vanuatu und wurde 1934 gegründet. Der Verband trat 1988 der FIFA sowie dem OFC bei. Der Hauptsitz liegt in der Hauptstadt Vanuatus Port Vila. Als höchste Spielklasse der Männer gelten seit 2016 sowohl die PVFA Premier League (Port Vila) als auch die VFF National Super League (Rest des Landes). Beide Sieger qualifizieren sich für die OFC Champions League.